# Gallite
La gallite è un minerale appartenente al gruppo della calcopirite. Fu scoperto per la prima volta nel 1958 da Hugo Strunz, Bruno H. Geier  (1902–1987) ed Erich Seeliger nella miniera di Tsumeb in Namibia. Fu il primo minerale conosciuto del raro elemento gallio e fu quindi chiamato gallite.

## Abito cristallino
In granuli.

## Origine e giacitura
In vene metalliche con contenuto relativamente alto di gallio.

## Forma in cui si presenta in natura
In cristalli dal diametro massimo di un paio di millimetri.

## Caratteristiche chimico-fisiche
- Peso molecolare: 197,40 grammomolecole[1]
- Indice di elettroni: 4,07 g/cm³[1]
- Indici quantici[1]:
  - fermione: 0,0024366138
  - bosoni: 0,9975633862
- Indici di fotoelettricità[1]:
  - PE: 36,07 barn/elettroni
  - ρ: 146,93 barn/cm³
- Indice di radioattività: GRapi: 0 (il minerale non è radioattivo)[1]

## Località di ritrovamento
A Tsumeb in Namibia e Kipushi nel Congo.